# Géoparc mondial Unesco du Chablais
Le géoparc mondial Unesco du Chablais (précédemment Geopark Chablais) est un parc géologique situé dans le département de la Haute-Savoie en France et géré par le SIAC (Syndicat Intercommunale d'Aménagement du Chablais). Il correspond au territoire du Chablais français et s’étend de la rive sud du Léman jusqu’à la frontière avec la Suisse. Il comprend 62 communes, dont Thonon-les-Bains, et couvre près de 900 km2 pour 125 000 habitants.
Le Géoparc du Chablais a été reconnu géoparc par l'Unesco dont il a rejoint le réseau mondial en mars 2012.

## Géosites
| Commune   | Nom                      | Type                           | Âge                   | Thématique       | Note                                        | Image |
| --------- | ------------------------ | ------------------------------ | --------------------- | ---------------- | ------------------------------------------- | ----- |
| Bellevaux | Cascade de la Diomaz     | Cascade                        |                       | Substratum, Eau  |                                             |       |
| Bellevaux | Lac de Vallon            | Lac de barrage                 | mars 1943             | Quaternaire, Eau | Formé à la suite d'un glissement de terrain |       |
| La Vernaz | Gorges du Pont-du-Diable | Karst sur la Dranse de Morzine | Pléistocène supérieur | Quaternaire, Eau | Site touristique le plus visité du Chablais |       |